# Sins of a Solar Empire
Sins of a Solar Empire (укр. Гріхи Сонячної імперії) — стратегічна відеогра, розроблена Ironclad Games та видана компанією Stardock Entertainment 4 лютого 2008 року. Розробники визначали жанр гри як RT4X — глобальна стратегія в реальному часі.

## Ігровий процес

Космічні споруди і флот біля планети

### Основи
Гравець керує розвитком обраної космічної цивілізації, розвиваючи планети, будуючи в космосі станції та кораблі, та налаштовуючи війни з сусідами. Космічний простір поділений на віддалені зони, поєднані «фазовими тунелями». В кожній зоні можуть знаходитися планети, астероїди, зорі тощо. В межах зон відбувається будівництво споруд — заводів, дослідних станцій, верфей та іншої інфраструктури й засобів оборони, та флотів космічних кораблів. «Фазові тунелі» швидко переносять кораблі між зонами, але це вимагає тимчасової підготовки. Не всі зони сполучені безпосередньо, а утворюють послідовні ланцюжки. Місцями трапляються «кротовини», що сполучаються з іншими «кротовинами» у віддалених зонах. Великі космічні тіла мають «гравітаційний колодязь» — пролітаючи поблизу центру зони, кораблі сповільнюються.
На початку гравець володіє стартовим запасом ресурсів, однією планетою з астероїдами поблизу, верф'ю та двома будівельними кораблями. Відомо розташування суміжних зон, але їх вміст прихований, поки туди не прибуде принаймні один корабель. Будуючи в космосі споруди, він отримує змогу добувати ресурси, створювати флоти, проводити дослідження нових технологій і захоплювати інші зони космосу. Гра не має сюжету, лише загальну фабулу, що описує боротьбу трьох космічних цивілізацій. В кожній з обраних місій гравець сам визначає яку з них привести до перемоги. Можливі 3 варіанти перемоги: військова (знищити всіх противників), культурна (поширити свій вплив на всі планети) та дипломатична (бути в альянсі з усіма вцілілими цивілізаціями).

### Розвиток цивілізації
Планети володіють особливими природними й соціальними умовами, як сприятливими, так і шкідливими. Наприклад, планета з густою атмосферою зазнає менше шкоди від бомбардувань, а висока злочинність зменшує притік ресурсів. Також на деяких планетах можна знайти артефакти — технології, котрі надають суттєвий бонус в якійсь зі сфер життя цивілізації. Планети підтримують два типи споруд: логістичні й тактичні. Логістичні включають добувні станції, корабельні верфі, дослідні й ремонтні станції, торговельні та ретрансляційні центри. Тактичні — це збройні платформи, міни, ангари літаків та генератори щитів. Існує ліміт на споруди, що збільшується відповідними вдосконаленнями.
Вивчення нових технологій надає різноманітні бонуси та додаткові споруди й кораблі. Технології поділяються за категоріями та рівнями. Для доступу до технологій наступного рівня необхідно мати вказану кількість дослідних станцій. Населення планет володіє рівнем прихильності, що залежить від розвитку технологій, віддаленості від столиці та наявності культурних центрів. Що прихильніше населення, то важче захопити планету і навпаки, якщо воно зовсім неприхильне — планета захоплюється без бою. Якщо планети мають понад 100 % прихильності, наприклад, внаслідок пропаганди, вони також приносять більше ресурсів.
Початково всі протиборчі сторони перебувають у стані війни та атакують будь-яких чужинців. Даруванням ресурсів або виконанням отриманих завдань можливо налаштовувати дипломатичні стосунки. Виконавши завдання, гравець також отримує у винагороду ресурси. Зрештою сторони можуть укласти військовий або торговий альянс. В космосі існують пірати, що періодично атакують планети навколо свого лігва. Вони віддають перевагу тій стороні, за яку призначено більшу винагороду.

### Ресурси
- Кредити — універсальна валюта, за яку купуються споруди, кораблі, вдосконалення, а також метал і кристали. Отримується головними чином від податків з планет і від торгівлі. Що далі планети знаходяться від столиці, то менше кредитів з них отримується.
- Метал — необхідний для створення споруд і кораблів. Добувається на астероїдах. Особливо багаті на метал астероїди біля вулканічних планет.
- Кристали — рідкісний ресурс, необхідний для проведення досліджень і створення найпотужніших споруд і кораблів. Добувається на астероїдах. Особливо багаті на кристали астероїди біля льодяних планет.

Ресурсами можна торгувати, обмінюючи одні на інші. При цьому обмінний курс коливається, залежно від попиту й пропозиції.

### Флоти
Гравець може будувати бойові космічні кораблі 3-х типів: фрегати (слабкі, але швидкі й дешеві), крейсери (потужні, але повільні й дорогі) та флагманські судна (винятково потужні, але повільні й дуже дорогі, перший флагман завжди безкоштовний). Кораблі поділяються за спеціалізацією на розвідувальні, колонізаційні, штурмові, зенітні та облогові.
Розмір флотів обмежений і на початку має обсяг у 100 одиниць, при цьому кожен корабель займає кілька одиниць, залежно від свого типу. Проводячи відповідні дослідження, гравець збільшує максимальний розмір всіх флотів та кожного окремого флоту. Найменший флот може налічувати максимум 75 одиниць, найбільший — 2500. Що більший флот, то більше ресурсів необхідно для його утримання.

### Цивілізації
- Торгівельна військова коаліція (англ. Trader Emergency Coalition, TEC) — об'єднання людських колоній різного рівня розвитку, утворене понад 1000 років тому як Торгівельні світи. Хоча Торгівельні світи не ставили в пріоритет військо та довгий час мирно процвітали, напад прибульців васарі спонукав до реформування в ТВК, що швидко наростила флот і дала відсіч нападникам. Загалом ця цивілізація найменш розвинена технологічно, покладаючись на старі перевірені технології та масове виробництво. ТВК володіє дешевими, проте порівняно слабкими та вразливими кораблями. Її озброєння — це кулемети, ракети й лазери. В захисті віддає перевагу броні перед силовими щитами.
- Пришестя (англ. Advent) — високорозвинена людська цивілізація, предки якої були вигнані Торговими світами з рідної планети за розвиток психічних технологій. Відтоді «Пришестя» готувало помсту і зрештою вторглося на територію ТВК. Володіє телепатією, масово кіборгізує своїх представників, що є запорукою єдності цивілізації. «Пришестя» зосереджене на використанні лазерів та плазмових гармат. Кораблі дорогі та вразливі, але потужні, мають могутні силові поля. Літаки безпілотні, тому доступні у великих кількостях.
- Васарі (англ. Vasari) — древня імперія, котра об'єднує численні культури, але тепер перебуває в занепаді. 10000 років тому невідомий могутній ворог атакував імперію васарі, стрімко захоплюючи планети та знищуючи всі флоти. Нечисленні вцілілі після зустрічі з цією силою божеволіли. Залишки васарі втекли і відтоді подорожують космосом, щоб набирати ресурси і продовжувати втечу. Судячи з сигналів залишених маяків, ворог продовжує полювати на них. Васарі мають на озброєнні фантастичні технології, зокрема ракети, що з певним шансом здатні проходити крізь щити. Вони здатні будувати більші флоти, ніж інші цивілізації[3][4].

## Доповнення
- Entrenchment — видане 27 лютого 2009 року, додає нові оборонні технології, дозволяє будувати зоряні бази та визначати їх спеціалізацію, створювати мінні поля й облогові крейсери. Вимагає наявності оригінальної гри. Входить до складу стандартного видання Sins of a Solar Empire: Trinity[3].
- Diplomacy — видане 26 серпня 2009 року, розширює гру дипломатією. Вимагає наявності оригінальної гри. Входить до складу видання Sins of a Solar Empire: Trinity[3].
- Rebellion — видане 12 червня 2012 року, додає варіанти кожної цивілізації — лоялістів і повстанців, що мають унікальні технології. Також розширює перелік кораблів найменшими суднами — корветами, додатковими флагманами та новим типом — надвеликими та винятково потужними «титанами». В доповненні було додано нові карти і сценарії, вдосконалено ШІ та графіку[5].
  - Forbidden Worlds — завантажуване доповнення, видане 5 червня 2012 року, додає нові типи планет, планетарні бонуси та технології, дозволяє спеціалізовувати планети на певній діяльності[6].
  - Stellar Phenomena — завантажуване доповнення, видане 6 листопада 2013 року, додає нові типи зір, космічних об'єктів та випадкові природні й соціальні події[7].
  - Outlaw Sectors — завантажуване доповнення, видане 21 червня 2016 року, додає населені планети, що розвиваються окремо, як і пірати, але не виходять за межі своїх зон. Пірати в цьому доповненні можуть атакувати кілька цілей одночасно. Також додає нові карти[8].

## Оцінки й відгуки
| Агрегатор    | Оцінка |
| ------------ | ------ |
| GameRankings | 87.8%  |
| Metacritic   | 87 %   |

| Видання                    | Оцінка |
| -------------------------- | ------ |
| Edge                       | 8/10   |
| Game Informer              | 9/10   |
| GameSpot                   | 9/10   |
| GameSpy                    | 4.5/5  |
| GamesRadar+                | 9/10   |
| IGN                        | 8.9/10 |
| PC Gamer (Велика Британія) | 84 %   |

Sins of a Solar Empire отримала середню оцінку 87 % на агрегаторі Metacritic та 87,8 % на GameRankings.
GameSpot було відзначено графічний дизайн гри, оригінальне поєднання глобальної стратегії зі стратегією в реальному часі, масштабні битви, але зауважувався брак дипломатії та довгі проходження.
IGN похвалили графіку та звук, різнорівневий геймплей та різноманітність варіантів гри за кожну цивілізацію.
Згідно з GameSpy, Sins of a Solar Empire відмінно поєднує найкращі риси жанрів глобальної стратегії та стратегії в реальному часі, помітно прогресує впродовж розвитку технологій, має хороший ШІ, проте відсутність сюжетної кампанії є суттєвим недоліком.